# Naturschutzgebiet Siesel – Teilgebiet Lenne
Das Naturschutzgebiet Siesel – Teilgebiet Lenne ist ein 18,2 ha großes Naturschutzgebiet (NSG) bei der Lenneflussschleife nahe Siesel im Stadtgebiet von Plettenberg im Märkischen Kreis in Nordrhein-Westfalen. Das NSG wurde 2012 vom Kreistag des Märkischen Kreises mit der 2. Änderung des Landschaftsplanes Nr. 1 (Plettenberg-Herscheid-Neuenrade) ausgewiesen. Das NSG wird im Norden meist von Bahnstrecke Ruhr-Sieg-Strecke begrenzt. In der Lenneschleife grenzt im Norden das Gewerbegebiet Siesel an. Im Süden grenzen Wald oder Grünland an. Das Naturschutzgebiet Siesel – Teilgebiet Humme wird nur durch die Bahnstrecke vom NSG getrennt. Die Bundesstraße 236 (B 236) trennt das NSG vom Naturschutzgebiet Siesel – Teilgebiet Jungfernsprung. Das Naturschutzgebiet Siesel – Teilgebiet Auf dem Pütte liegt ungefähr 450 m nördlich.
Die Fläche des Naturschutzgebietes ist bereits seit 2004 Teil des FFH-Gebietes „Lennealtarm Siesel“ (DE-4713-301) mit 39 ha Größe.

## Gebietsbeschreibung
Bei dem NSG handelt es sich um den Lenne mit Teilen der dortigen Flussaue. Es kommt der Eisvogel vor.

## Schutzzweck
Das Naturschutzgebiet wurde zur Erhaltung und Entwicklung eines naturnahen Abschnittes der Lenne einschließlich seiner Ufervegetation, ferner des dortigen Hainsimsen-Buchenwaldes und als Lebensraum seltener gefährdeter Tier- und Pflanzenarten ausgewiesen. Wie bei anderen Naturschutzgebieten in Deutschland wurde in der Schutzausweisung darauf hingewiesen, dass das Gebiet „wegen der landschaftlichen Schönheit und Einzigartigkeit“ zum Naturschutzgebiet wurde.
Unter Besondere Verbote wurde im Landschaftsplan u. a. aufgeführt „die Ufergehölze zu beseitigen; die bodenständigen Waldbereiche (Hainsimsen-Buchenwald) forstlich zu nutzen; ausgenommen bleibt die einzelstammweise Nutzung nach Maßgabe der Unteren Landschaftsbehörde“.